# The Budapest Beacon
The Budapest Beacon – portal internetowy informujący o bieżących wydarzeniach na Węgrzech. Funkcjonował w latach 2013–2018. Serwis był notowany w rankingu Alexa globalnie na miejscu: 368 840 (kwiecień 2018), na Węgrzech: 3457 (kwiecień 2018).

## Historia
Portal został uruchomiony 13 października 2013 roku. Jego właścicielem jest fundacja Real Reporting Foundation z siedzibą w Lancaster w Pensylwanii. Ostatni artykuł w serwisie został opublikowany 13 kwietnia 2018 roku po kolejnym zwycięstwie Orbana w wyborach. Decyzję o zamknięciu portalu redaktor naczelny Richard Field uzasadnił faktem przejęcia niezależnych mediów przez biznesmenów związanych z partią Fidesz, co uniemożliwiło dotarcie do wiarygodnych informacji o wydarzeniach na Węgrzech.
Strony portalu są dostępne w dwóch językach: angielskim i węgierskim. 
Szereg węgierskich i międzynarodowych mediów donosiło o wydarzeniach na Węgrzech, wykorzystując treści publikowane na łamach „The Budapest Beacon”, m.in. „The Jerusalem Post”, „GlobalPost”, „Catholic World News”, Xplatloop.com, Politics.hu, „The Budapest Times”, Mandiner.hu, „Der Standard”, „Gawker”, „Foreign Policy”, „The Washington Post”, „Haaretz”.